# Wladimir Weidlé
Wladimir Weidlé, auch Vladimir Weidlé, (russisch Владимир Васильевич Вейдле, Vladimir Vasilyevitch Veidle, * 1. März oder 13. März 1895 in St. Petersburg; † 5. August 1979 in Paris) war ein russisch-französischer Kunstwissenschaftler, Kunstkritiker und Autor.

## Leben
Weidlé studierte an der Staatlichen Universität St. Petersburg Geschichte und Philologie. Nach der Oktoberrevolution 1917 verließ er St. Petersburg und lehrte zwischen 1918 und 1921 Kunstgeschichte an der Staatlichen Universität Perm. Im Oktober 1924 emigrierte er nach Frankreich, wo er sich in Paris niederließ.
Weidlé war eine bedeutende Figur der russischen Intelligenzija im Exil, von ähnlichem Rang wie Nikolai Berdjajew, Gueorgui Fedotow und Sémion Frank. Auf Initiative von Sergei Bulgakow lehrte er von 1925 bis 1952 Kunstgeschichte am Institut de Théologie Orthodoxe Saint-Serge in Paris. Zwischen 1925 und 1940 war er Mitarbeiter der Zeitschrift La voie und veröffentlichte zahlreiche Essays und Studien über Fragen der Kunstgeschichte und der Literatur Russlands und Europas, über die künstlerische Kultur Europas, das Schicksal der christlichen Kunst, den Platz Russlands in der Geistesgeschichte Europas etc.
Weidlé war dem Cercle d'Eranos verbunden und partizipierte (wie Marina Zwetajewa und Nina Berberova) an den Réunions des Studio franco-russe (1929–1931), wo er seine Gedanken zu Paul Valéry et la poésie pure vortrug. Sein Hauptwerk Les abeilles d’Aristée : Essai sur le destin actuel des lettres et des arts, erschienen  erstmals 1936, handelt von der Zerstörung  der westlichen Kunst und über die Renaissance des Wunderbaren. Weidlé hat viele Beiträge zu Sammelwerken verfasst, so zu den Entretiens sur le Grand Siècle russe et ses prolongements (seine Kommentare galten hier der russischen Literatur). Eine Reihe von Essays über sein Geburtsland enthält der Band La Russie absente et présente, der 1949 in französischer Sprache erschien.

## Veröffentlichungen allgemein
- Das Schicksal der modernen Kunst. Vita Nova Verlag, Luzern 1937.
- Goethe : 1749–1832. Unesco, 1949.
- La Russie absente et présente. Gallimard, Paris 1949.
- Les icônes byzantines et russes. Electra Editrice, Florenz 1950.
- Russland, Weg und Abweg. Dt. Verlags-Anstalt, Stuttgart 1956.
- Die Sterblichkeit der Musen: Betrachtungen über Dichtung u. Kunst in unserer Zeit. Dt. Verlags-Anstalt, Stuttgart 1958.
- Gestalt und Sprache des Kunstwerks. Studien zur Grundlegung einer nichtästhetischen Kunsttheorie. Mit einem Nachwort von Karl Möseneder. Mäander, Mittenwald 1981, ISBN 3-88219-000-0.

### In französischer Sprache
- Les abeilles d'Aristée - Essai sur le destin actuel des lettres et des arts Paris 1936.
- La Russie absente et présente Paris 1949 Réimpression ISBN 2-07-026633-8.
- Les icônes byzantines et russes Electra Editrice. Florence 1950.
- Mosaïques paléochrétiennes et byzantines Electra Editrice. Florence 1954.
- Les Mosaïques vénitiennes 1956.
- Entretiens sur le Grand Siècle russe et ses prolongements. Paris 1971.

### In anderen Sprachen
- The Baptism of Art. Notes on the Religion of the Catacomb Paintings. London 1950.
- Эмбриология поэзии.  Введение в фоносемантику поэтической речи Originaltitel Embriologia poèzii. In: Bibliothèque russe de l'Institut d'études slaves. Paris 1980. (online)
- Умирание искусства. Originaltitel Art mourant. In: Bibliothèque russe de l'Institut d'études slaves. Paris 1937. (online)